# Dactylethrella
Genre
Dactylethrella est un genre de lépidoptères (papillons) de la famille des Gelechiidae.

## Liste des espèces
Selon FUNET Tree of Life (18 octobre 2020) :
- Dactylethrella bryophilella (Walsingham, 1891)
- Dactylethrella candida (Stainton, 1859)
- Dactylethrella chionitis (Meyrick, 1910)
- Dactylethrella globulata (Meyrick, 1910)
- Dactylethrella incondita (Meyrick, 1913)
- Dactylethrella leuconota Bidzilya & Mey, 2011
- Dactylethrella shenae Li & Zheng, 1998
- Dactylethrella siccifolii (Walsingham, 1881)
- Dactylethrella tetrametra (Meyrick, 1913)